# КосмоЗоо
КосмоЗо́ (в книгах) или КосмоЗо́о (в фильме) — сокращённое название  Моско́вского косми́ческого зоопа́рка, вымышленного научно-исследовательского учреждения, места действия многих произведений Кира Булычёва из фантастического цикла про Алису Селезнёву.
Впервые КосмоЗоо упоминается в рассказе «Бронтя» в «1965 году, когда в альманахе Мир приключений» появился первый цикл рассказов про Алису Селезнёву — «Девочка, с которой ничего не случится».
Местонахождение — город Москва, район Красной Пресни, на расширенной территории нынешнего Московского зоопарка.
Директор учреждения — молодой, но известный профессор космозоологии Игорь Селезнёв.
За несколько лет до 2082 года центральный вход в зоопарк (по книге) был пробит через дикую космическую скалу-астероид с пещерой, в полостях которой живут в естественной среде обитания (вакууме) космические птицы всевозможных расцветок.
Работники зоопарка одеты в спецодежду — земного покроя комбинезоны, на которых вышиты земные берёзы. Деревья вышиты так натурально, что кажется, что вместо ног у работников берёзовые стволы.
Все посетители Космического зоопарка, люди и инопланетяне, обязаны подчиняться объявлению, буквы которого выбиты на бронзовой доске перед входом в зоопарк:

Пожалуйста, не кормите наших зверей!
Мы лучше вас знаем, что им надо,
а что может оказаться для них вредным.

## Животные, обитающие в КосмоЗоо
- Бронтя — земной доисторический бронтозавр. Вылупился из яйца, найденного на Енисее, в инкубаторе зоопарка. Большой друг Алисы во всех смыслах. Единственное не инопланетное существо в КосмоЗоо (не считая, конечно, появившихся в поздних произведениях и корректировках козла Наполеона, орла Мафусаила и белых медведей. Вероятно, земные животные, кроме перечисленных, там сохранились.). В зоопарке и вообще во Вселенной один.

- Головаст — большое земноводное из системы Малого Арктура, из которого вылупляется маленькая лягушка. В зоопарке три. Идея, возможно, позаимствована у Дж. Даррелла, который описывает в одной из своих книг реально существующую «парадоксальную водную жабу» — вид лягушки, у которой головастик больше взрослого животного.
- Золотой медвежонок — межгалактический террорист, глава так называемого «Братства щита и кнута». Был принят за животное. Настоящее имя — Выпрахол IV (позднее властями родной планеты разжалован в Выпрахола Половинного, затем в Четвертинного, после чего арестован). В зоопарке получил кличку «Женька». Обладает способностью к гипнозу. Родом с планеты Лумм. В зоопарке был один, но когда выяснилось, кто он на самом деле, был арестован соотечественниками.
- Иглоптица — инопланетная водоплавающая птица с иголками вместо перьев. В зоопарке несколько.
- Индикатор — пушистый шар (в м/ф «Тайна третьей планеты» — параллелепипед) на тонких ножках с планеты двухголовых змей. Показывает настроение изменением цвета своего тела. Жёлтый цвет означает недоверие, розовый — счастье, тёмные полосы — несогласие, чёрный — боль, лиловый — радость. Существует инопланетная книга соответствий цветов индикатора. Привезён с Блука. В зоопарке минимум один.
- Кургуру — птица, которая вместо гнезда держит своих птенцов в сумке на животе. В мультфильме «Тайна третьей планеты» была замечена на Блуке, но профессор Селезнёв отказался её покупать, ибо ему нужна была птица, которую никто не видел. В зоопарке минимум одна.
- Кледианская сова — птица. О ней ничего не известно. Крик напоминает язык космических пиратов (человеческая речь с большим количеством согласных) В зоопарке минимум одна.
- Космический окунь — инопланетная рыба, имеющая глаза на хвосте. В зоопарке несколько.
- Кустик — ходячее растение с гор Сьерра-Барракуда с восьмого спутника Альдебарана. Обладает зачатками разума. При недостатке влаги поёт, может проявлять агрессивное поведение. Любит мороженое и компот. Открыт Третьим Капитаном. В зоопарке несколько. Один экземпляр живёт у Алисы
- Малый дракончик с Эвридики. Длина составляет шестнадцать метров. В зоопарке минимум один.
- Марсианская гадюка — змея, брызгается кипящим ядом. По пути с Марса съела судовую собаку планетолёта «Калуга». В зоопарке одна.
- Марсианский богомол — насекомое, используется землянами как домашнее животное. У Алисы один живёт, например. По ночам подражает балалайке. В зоопарке несколько.
- Паук-ткач-троглодит — редкое и дорогое почти разумное инопланетное членистоногое. Плетёт клетчатые шарфы и варежки, правда плохо отличает правую сторону от левой. Когда ему не хватает сырья, он обстригает различных пушистых животных. Однажды состриг со снука всю длинную шерсть, после чего тот простудился. Куплен на Блуке. В зоопарке один.
- Птице-рыбо-зверь с Пустой Планеты из 16 галактического сектора. Превращается то в рыбу, то в птицу, то в зверя в зависимости от погоды: дождь — рыба, солнце — птица, ветер — зверь. Поведение во время холодов неизвестно. В зоопарке минимум один.
- Пустотел — инопланетное огромное растение в виде трубы с толстыми стенками диаметром три метра. Алиса подозревает, что у него есть зачатки разума. В зоопарке один.
- Робозверята — маленькие механические звери, в основном на колёсиках, с планеты Шелезяка. Редчайшие механические зверьки, далеко не каждый мастер на Земле может таких сделать. В зоопарке несколько.
- Рогатый волк — инопланетное животное с железной чешуёй. О нём ничего не известно. В зоопарке минимум один.
- Розовый гусь — птица. О нём ничего не известно. В зоопарке несколько.
- Серая утка-перевёртыш — инопланетная птица, имеющая второе туловище и голову в подводной части. Одна часть дышит, другая рыбу ловит. В зоопарке несколько.
- Синебарс — инопланетное млекопитающее. Его запаха и вида очень боятся мыши. В зоопарке минимум один.
- Склисс — млекопитающее с перепончатыми крыльями с планеты Шешинеру; летающая корова. Сумчатое парнокопытное. Привезён с Блука. В зоопарке минимум один.
- Снук — инопланетное животное с длинной шерстью. Любит спать. Куплен на Блуке. Лишился шерсти по вине паука-ткача-троглодита. В зоопарке минимум один.
- Шуша — млекопитающее с Сириуса, голубой медвежонок с шестью лапами. Застенчив, может читать. По повадкам напоминает пингвина. Шуша капитана Полоскова достался Алисе ещё шушенком и, как оказалось, он умеет говорить высоким глуховатым голосом. А ведь десятки космобиологов (в том числе и профессор Селезнёв) работают с шушами и ни разу ни один шуша не сказал ни слова.  В зоопарке было пять, хотя неизвестно оставили ли их там после открытия у них разума.
- Козёл Наполеон — единственный в мире говорящий козёл, являющийся плодом генетической ошибки. Появляется только в фильме «Гостья из будущего». Получен в результате эксперимента, проведённого студентами Института прикладной генетики. Передан в дар КосмоЗоо. В зоопарке один.
- Говорун — птица с двумя клювами на одной голове и хохолком-короной (в м/ф «Тайна третьей планеты» выглядит как обычный попугай). Родом с Блука, где и куплен у местного жителя, ушана-бедняка. Прекрасно умеет подражать голосам и, кроме того, имеет отличную память — запоминает сколько угодно слов и притом сразу. «Это сверхпопугай, всем попугаям попугай» — говорил о нём профессор Селезнёв Алисе. Этот говорун был выслан Вторым Капитаном на поиски Первого. Кормить его можно белым хлебом и молоком. Полезно давать шиповниковый сироп. Отличается умом и сообразительностью (согласно мультфильму; в книге интеллект оценивается противоположным образом). Ему чинили крыло роботы на Шелезяке. В зоопарке, и вообще во Вселенной, известен один.
- Мухокол — инопланетное животное родом с Фикса. О нём ничего не известно. В зоопарке минимум один.
- Вакуумные птички — маленькие птички, живущие в пещере с содержанием вакуума. Пещера — вход в КосмоЗоо. Эту пещеру нашли в космосе и отбуксировали на Землю. Потом сделали там тоннель для посетителей (птички могут жить только в вакууме), и все могут смотреть на них. Некоторые любители даже держат их дома в вакуумных колбах. Количество в зоопарке не указано, но производит впечатление тысяч.
- Вулканические жуки — инопланетные насекомые бежевого цвета. Они привыкли жить в вулканах, поэтому их и прозвали вулканическими. Под стеклянный ящик, где они живут, сотрудники КосмоЗоо подставили грелку.  В зоопаке несколько.
- Адские птицы — инопланетные птицы с планеты Труль. О них ничего не известно. В зоопарке минимум одна.
- Кристаллические жуки — инопланетные насекомые с блестящими, как кристаллы или алмазы, панцирями. В зоопарке несколько.
- Живые камни — инопланетные существа со второй планеты системы Медузы, похожие на камни, размером и формой похожие на картошку. Способны создавать зрительные иллюзии — копии людей, предметов, которых они видели. Причём они могут также улавливать образы, которые живут в воображении людей. В зоопарке пять.
- Метровая синяя бабочка — инопланетная гигантская бабочка синего цвета с третьей планеты системы Медузы. Поймана профессором Селезнёвым. О ней ничего не известно.  В зоопарке минимум одна.
- Крикуши — инопланетные птицы размером с голубя, обитающие на самом краю Галактики. Способны подражать голосам, как говорун, и летают вниз головой. Встречаются очень редко. Гнёзда у крикуш — большие скирды соломы или сена. Представляете: сама птичка не больше голубя, а гнездо — почти с человека ростом. Поэтому и вольер крикуш в КосмоЗоо усеян такими гнёздами, напоминающие муравейники. Несколько крикуш из-за Выпрахола IV погибли при пожаре.В зоопарке несколько.
- Синий — крокодил. Жутко капризный. Появляется только в фильме «Гостья из будущего». Кусается, иногда в шутку, иногда больно. Характер несерьёзный. Сорвал Алисе опыт с миелофоном. Любит гулять. В зоопарке один.
- Крестоноги — существа, похожие на черепах. Родом с планеты Крепта. Имеют шесть ног и страсть к живописи. В КосмоЗоо выменивают свои картины на еду. В зоопарке несколько.
- Голкоры — абсолютно невидимые существа с Хрустальной планеты. Отличаются страстью к яркой одежде, так как их название происходит от «голый король». В зоопарке минимум два.
- Карузель — весьма редкая птица. О ней ничего не известно. В зоопарке минимум одна.
- Орел Мафусаил — ещё одно земное существо. Правда не известно, обитает ли он именно в КосмоЗоо. В зоопарке один.
- Белый медведь — третье земное существо. Живёт, как известно, в Арктике. Остался после старого Московского зоопарка XX века. В зоопарке несколько.
- Укусам — инопланетное животное с голубым панцирем. Удалось добиться размножения укусамов в неволе. Детёныши рождаются зелёными, несмотря на то что у обоих родителей панцирь голубой. О них ничего не известно. В зоопарке несколько.
- Красный курумс — инопланетное животное. Кормится по расписанию. О нём ничего не известно. В зоопарке несколько.
- Живая туманность — легендарная туманность, которая очень далеко раздаётся в космосе. Считается сообственностью КосмоЗоо, но её поместили в кратер Архимед на Луне. Считается самым скучным из инопланетных существ, потому посетителей к ней мало.
- Болотный крот — инопланетное животное с планеты Вуканату. Очень грязен. О нём ничего не известно. В зоопарке один.
- Белые червяки — инопланетные червяки, питающиеся и размножающиеся на воздухе. Их продавал Крыс в образе доктора Верховцева. Калорийные, очень нравятся птицам. Живут под стеклянным колпаком. В зоопарке несколько.
- Спарадек — инопланетное животное, похожее на кастрюлю с лапой, на конце которой — костяная поварёшка и с желудком на спине. Пища в нём и кипит и варится как в кастрюле. Довольно популярен среди посетителей Космозо.  В зоопарке один.
- Медуза-горгона — инопланетное животное с планеты Серый Клук. Размером она с парашют, а щупальца у неё — змеи, как волосы у настоящей Медузы Горгоны из греческой мифологии. За такое сходство её, видно, и прозвали медузой-горгоной. Живёт в аквариуме с тёплой морской водой — такая ей нравится. В зоопарке одна.
- Рыбёшки-марашки — инопланетные мальки, которые при опасности собираются в одну большую хищную рыбу, а когда опасность минует, снова становятся обычными жемчужными мальками. В зоопарке несколько.
- Зеркальные цветы — инопланетные цветы с третьей планеты системы Медузы. В середине у них зеркала. Эти зеркала состоят из тоненьких плёночек. Пока цветок живой, они нарастают и фотографируют всё что видят. Таким образом, эти цветы не просто зеркала, а зеркала фотографирующие. Цветок наращивает множество слоёв — слой за слоем. Тончайшие слои. Миллионы слоёв. Как только одно изображение закрепится в зеркале — начинает нарастать новый слой. Если цветок сорвать, то плёночки начнут испаряться — одна за другой и слои начинают сползать с неё — слой за слоем. И можно видеть то, что видело зеркало. Только наоборот. Как будто плёнку отматывают назад. В зоопарке несколько.
- Тигрокрыс — инопланетное животное с планеты Пенелопа. Питается дикими быками. У него передние зубы как у крысы, а остальные — как у тигра (в мультфильме «Тайна третьей планеты» появляется в одном из эпизодов и похож там на тасманийского волка). Весь полосатый с маленькими ушами и двумя хвостами, причём правый хвост длиннее. На вид агрессивный, но по отношению к людям мирное животное. Куплен на Блуке. Зубы и желудок тигрокрыса способны переварить почти всё. Затащил однажды в клетку грабли, оставленные садовником и попытался их сожрать, но не смог переварить грабли и угодил в медпункт, где ему вырезали остатки граблей. В зоопарке один, хотя возможно и больше (в первом эпизоде «Алиса знает, что делать!» сообщение, на которое Селезнёв помчался в зоопарк — «В зоопарке эпидемия у тигрокрысов», однако в мультсериале показана только одна особь).
- Летающие рыбки — редкие инопланетные рыбки, которые умеют летать. Профессор Селезнёв достал их у марсианских коллекционеров. О них ничего не известно. В зоопарке несколько.
- Гигантский червяк — инопланетный гигантский червяк с планеты Брянтия-Блянц. Всё время ловит себя за хвост и жуёт его, тем самым укорачивая свой рост. В зоопарке один.
- Спунсы — животные, крайне плохо переносящие земную гравитацию. Больше о них ничего неизвестно. В зоопарке несколько.
- Пускуля — птенец с планеты Змором-2. Кормёжка затруднительна ввиду крайне плохой координации движений. В зоопарке как минимум один.

## Воплощения Космозоо
В кинофильме «Гостья из будущего» Космозо[о] планировали снимать в субтропиках («уж больно природа подходящая, экзотическая») — в Гаграх, куда и выехала съёмочная группа. Но из-за плохой погоды она уехала обратно в Москву, где и снимали Космозо.
Космозо был снят в Московском Ботаническом саду, а вход в космозоопарк — неподалёку от ботанического сада, у станции метро ВДНХ.

## КосмоЗоо в Одесском зоопарке
29 октября 2011 года в Одесском зоопарке состоялся детский праздник по мотивам мультфильма «Тайна третьей планеты». Была показана выставка различных инопланетных животных из коллекции московского зоопарка КосмоЗоо.
Позже межгалактический зоопарк как экспозиция был открыт в Новощепном ряду Одесского зоопарка.

## Использование вне произведений
- В названии Архангельской сети зоомагазинов «КосмоЗоо»[5].
- В названии донецкой рок-группы «Kosmozoo».
- В названии песни украинской рок-группы «Друга Ріка»[6], на песню снят видеоклип и был объявлен конкурс ремиксов[7][8].
- В названии песни группы «Чёрная река»[9].
- В названиях зоомагазинов в Севастополе (самый крупный на Украине супермаркет, совмещённый с ветеринарной клиникой) и Гомеле[10].
- В номере Александра Реввы и Тимура Батрутдинова (показывался 18 апреля 2009 года[11]), после чего этот образ был использован в коллекции, созданной дизайнером Иваном Айплатовым и резидентами Comedy Club[12].
- В настольных играх компаний «Астрель»[13] и «Астрайт»[14].
- Студия «Dartdesign» выпустила серию мягких игрушек «Kosmozoo»[15]. Эти игрушки участвовали в выставке, проводившейся в музее «Литературное Приднепровье» в Днепропетровске[16].
- В Харькове есть ветеринарная клиника «Космозоо» (ул. Полтавский Шлях)
- В Севастополе есть зоофлористический центр «Космозоо».
- Припев песни Маякоркского на мелодию «Любэ», 2006[17]